# ФИА ГТ3
ФИА ГТ3 е шампионат, организиран от СРО (Стефан Рател Организейшън), с цел да се създаде ново поле за изява на джентълмен пилотите след навлизането на много млади или опитни бързи професионални пилоти във ФИА ГТ. Шампионатът е създаден, за да могат джентълмен пилотите да се подготвят за участие във ФИА ГТ. Допуснати са общо цели 13 различни автомобила от 12 различни марки. Този шампионат е за т.нар. къп автомобили, тоест модели създадени за участие само в едномарковите шампионати като Карера Къп и Ферари Челъндж.
Подобно на ФИА ГТ всички автомобили са оборудвани със система за събиране на данните, която записва най-важните параметри от представянето на автомобила по време на тренировки, квалификации и състезание. След което ГТ Комисията може да наложи наказание, с цел уеднаквяване на скоростта на автомобилите още следващия кръг. Подобно на ФИА ГТ това наказание е предимно баласт, намаляване на въздушния ограничител (рестриктор) или каквато и да е друга техническа промяна, която да забави автомобила. Тъй като автомобилите от ФИА ГТ3 са предварително произведени и хомологирани, тези промени са извършени предварително и ГТ Комисията е решила какво да бъде минималното тегло, мощността и някои аеропараметри на всичките 11 автомобила.

## Състезания
Провеждат се 2 квалификации като всеки от двата пилота в отбора трябва да се квалифицира за едно от тях и да застане на старта. Всяко от 2-те състезания е с продължителност 1 час. Отново е задължително един автомобил да бъде управляван от минимум двама пилота в едно състезание. Този клас автомобили обаче не са допускани в големите надпревари за издръжливост на Льо Ман или Себринг.
Съществувават вече няколко регионални шампионати за ГТ3 автомобили, а също така в някои регионални шампионати са допускани да се състезават наред с ГТ1 и ГТ2.

## Шампионат
Основният шампионат е Европейския ФИА ГТ3 шампионат, той е поддържаща серия на ФИА ГТ като състезанията са отделни, единствено на 24-те часа на Спа стартират заедно с ГТ1 и ГТ2 автомобилите. Точковата система в шампионата е както във ФИА ГТ, тоест в стил Ф1.

## Автомобили

### Двигател
Двигателят трябва да бъде възможно най-близък до серийния модел, единствено са разрешени промени, които да го правят подходящ за използване в състезания. Скоростните кутии също са почти серийни, а използването на каквато и да е електроника, която се меси в работата на пилота е напълно забранена за разлика от ГТ1 и ГТ2.

### Шаси
Шаситата трябва максимално да се доближават до серийните автомобили, като може да се добави задно крило. Не може да бъдат добавени специално разработени дифюзури или сплитери. Използването на екзотични материали е забранено, а много от тях, ако са използвани в производството на серийния автомобил, трябва да бъдат заменени. Използването на карбонови спирачки е забранено. Автомобилите, които могат да бъдат използвани в ГТ3, са избирани и публикувани в специален списък от ГТ Комисията към ФИА.
ГТ3 автомобилите максимално се доближат до серийните автомобили, в основни линии разликата е че са взети всички мерки за сигурност необходими при състезания и колите са олекотени, все пак 1100 kg. минимум съществува и тук.

## Пилоти
Всеки един автомобил задължително се управлява в състезанията от точно 2-ма пилота. Този шампионат е създаден за джентълмен пилоти, така че пилоти които са имали успехи във важни шампионати с болиди не са допускани. Дори пилоти с по-малки успехи са наказвани и има ограничения с какъв пилот може да са в екип. Специално разрешение за участие може да получат някои професионални пилоти които притежават B или C лиценз.
Цената на автомобилите варира от 180 до 450 хил. евро в зависимост от марката, за самото участие през сезона сумата е подобна. Самото участие на 1 един пилот между 125 и 150 хил. евро за сезона който е от 6 състезания.
В Европейския ФИА ГТ3 шампионат през сезон 2008 участват българите Димитър Илиев и Пламен Кралев с автомобил Ferrari F430 за отбора на Кесел Рейсинг.